# Oostenrijks referendum 1938
Het Oostenrijks referendum met betrekking tot de Anschluss vond op 10 april 1938 plaats. De bevolking van het reeds op 12 maart 1938 door Nazi-Duitsland bezette Oostenrijk moest zich uitspreken over de aansluiting (Anschluss) van Oostenrijk bij het Derde Rijk. Bij een opkomst van 99,71% stemde 99,73% van de Oostenrijkse kiesgerechtigden vóór de Anschluss.

## Achtergrond
Aan het einde van de Eerste Wereldoorlog stortte het Oostenrijks-Hongaarse keizerrijk als een kaartenhuis in elkaar en viel uiteen in verschillende nieuwe staten, zoals Hongarije, Tsjechoslowakije, Joegoslavië, Polen en Oostenrijk. De voorlopige regering van de nieuwe republiek Oostenrijk wilde dat het land zich zou aansluiten bij republiek Duitsland omdat het kleine, nieuwgevormde Oostenrijk in hun ogen niet levensvatbaar was. De Entente-mogendheden, de overwinnaars die Oostenrijk-Hongarije en Duitsland hadden verslagen, voelden niets voor zo'n aansluiting. In hun ogen zou een Groot-Duits Rijk in de toekomst weer een bedreiging gaan vormen. Bij het Verdrag van Saint-Germain (1919), dat de vrede tussen Oostenrijk en de Entente bezegelde, werd een Anschluss expliciet verboden (artikel 88).
Tijdens het Interbellum bleven bepaalde politieke, de SDAPÖ (sociaaldemocraten) en met name de GDVP (Duits-nationalen), voorstanders van een Anschluss. De CS (katholieke partij) was en bleef tegenstander van een aanhechting van Oostenrijk aan Duitsland. Van de antidemocratische partijen was de DNSAP, de Oostenrijkse nazi-partij, de grootste pleitbezorger van een Anschluss. Dr. Engelbert Dollfuss, sinds mei 1932 bondskanselier, was een fel tegenstander van een Anschluss en verbood in 1934 alle politieke partijen en verving deze door het Vaterländische Front (VF). Later dat jaar werd Dollfuss door Oostenrijkse nazi's vermoord. Zijn opvolger, dr. Kurt Schuschnigg, zette de koers van Dollfuss voort en wist zich aanvankelijk gesteund door de Italiaanse dictator Mussolini die niks zag in een Groot-Duits Rijk al noorderbuur en wilde Oostenrijk als neutrale bufferstaat handhaven. De toenadering tussen Hitler en Mussolini die na 1936 plaatsvond, bezegelde het lot van Oostenrijk als onafhankelijke staat. Onder druk van Hitler zag Schuschnigg zich genoodzaakt om in het voorjaar van 1938 enkele nazi's in zijn regering op te nemen. Na chantage door Hitler trad Schuschnigg op 11 maart 1938 af, waarna nazileider Seyss-Inquart op 12 maart 1938 tot kanselier van Oostenrijk benoemd werd. Seyss-Inquart verzocht de regering van het Derde Rijk om het Duitse leger te sturen om in te staan voor de veiligheid van de Oostenrijkse bevolking. In de dagen daarna voltrok zich de bezetting van Oostenrijk die door de Oostenrijkse bevolking over het algemeen werd begroet.

## Referendum

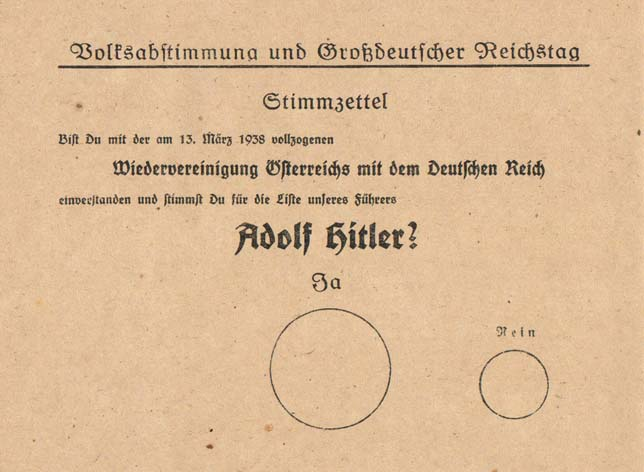
Het gebruikte stembiljet

Na de bezetting van Oostenrijk wilde de Duitse regering de occupatie van het land legitimeren door het uitschrijven van een referendum dat op 10 april 1938 werd gehouden. Linkse Oostenrijkers en Joden werd het stemrecht ontzegd. In aanloop naar het referendum voerde men een agressieve campagne om bij het referendum in te stemmen met een Anschluss. Tijdens de campagne werden antisemitische en anti-katholieke aanplakbiljetten en posters gebruikt. Dr. Karl Renner, de leider van de sociaaldemocraten en aartsbisschop Theodor Innitzer riepen de bevolking op om "ja" te stemmen bij het referendum.
99% van de bevolking sprak zich volgens de autoriteiten uit vóór de Anschluss. Hoewel men er niet aan hoeft te twijfelen dat de uitslag gemanipuleerd is, hoeft men er ook niet aan te twijfelen dat het overgrote deel van de bevolking op dat moment ook daadwerkelijk vóór een Anschluss was.
| Oostenrijks referendum van 20 januari 2013 | Oostenrijks referendum van 20 januari 2013 | Oostenrijks referendum van 20 januari 2013 |
| --- | ------------------------------------------ | ------------------------------------------ |
| "Stemt u met de op 13 maart 1938 voltrokken hereniging van Oostenrijk met het Duitse Rijk in en stemt u voor de lijst van onze Führer Adolf Hitler?" |                                            |                                            |
| Keuze | Stemmen                                    | Percentage                                 |
| Ja | 4.453.912                                  | 99,73%                                     |
| Neen | 11.929                                     | 0,27%                                      |
| Geldige stemmen | 4.465.841                                  | 99,87%                                     |
| Ongeldige of blanco stemmen | 5.777                                      | 0,13%                                      |
| Totaal aantal stemmen | 4.471.618                                  | 100%                                       |
| Geregistreerde kiezers en opkomst | 4.484.617                                  | 99,71%                                     |